# 阿加萨克
阿加萨克（法語：Agassac，法語發音：[aɡasak]）是法国上加龙省的一个市镇，属于圣戈当区。

## 地理
阿加萨克（43°22'16"N, 0°53'15"E）面积9.58 平方千米，位于法国奧克西塔尼大區上加龙省，该省份为法国西南部内陆省份，西南端与西班牙接壤，自此顺时针与上比利牛斯省、热尔省、塔恩-加龙省、塔恩省、奥德省和阿列日省接壤。
与阿加萨克接壤的市镇（或旧市镇、城区）包括：马尔蒂塞尔、卡斯泰尔加亚尔、库埃耶、利勒昂多东、莫沃赞。

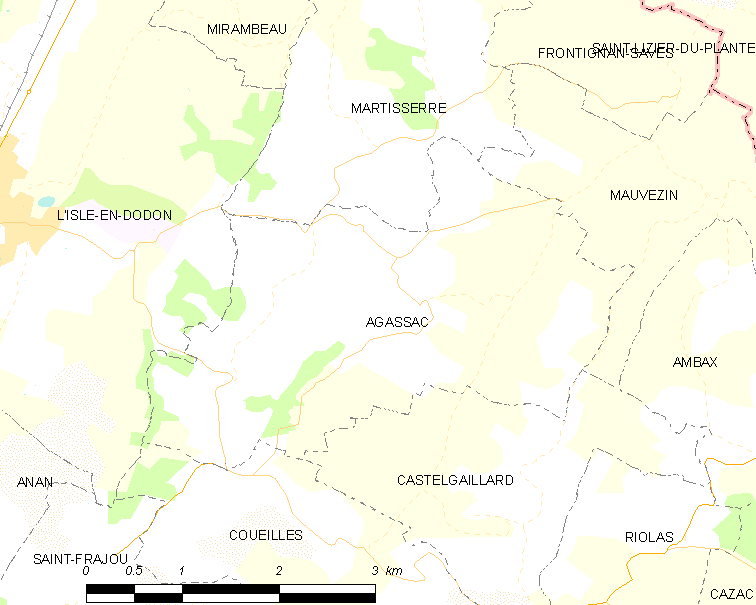
阿加萨克的OSM定位图

阿加萨克的时区为UTC+01:00、UTC+02:00（夏令时）。

## 行政
阿加萨克的邮政编码为31230，INSEE市镇编码为31001。

## 政治
阿加萨克所属的省级选区为卡泽尔县。

## 人口

1962-2008年间阿加萨克人口变化图示

阿加萨克于2022年1月1日时的人口数量为117人。